# Begonia parvuliflora
Espèce
Synonymes
- Begonia lobbiana A.DC.[1]
- Begonia parvuliflora var. parvuliflora[1]
- Begonia velutina Parish ex Kurz[1]

Begonia parvuliflora est une espèce de plantes de la famille des Begoniaceae.
L'espèce fait partie de la section Diploclinium.
Elle a été décrite en 1859 par Alphonse Pyrame de Candolle (1806-1893).

## Répartition géographique
Cette espèce est originaire du pays suivant : Myanmar.

## Liste des variétés
Selon Catalogue of Life (22 février 2017) :
- variété Begonia parvuliflora var. parvuliflora
- variété Begonia parvuliflora var. pubescens

Selon World Checklist of Selected Plant Families (WCSP) (22 février 2017) :
- variété Begonia parvuliflora var. parvuliflora
- variété Begonia parvuliflora var. pubescens A.DC. (1864)

Selon The Plant List (22 février 2017) :
- variété Begonia parvuliflora var. pubescens A.DC.

Selon Tropicos (22 février 2017) (Attention liste brute contenant possiblement des synonymes) :
- variété Begonia parvuliflora var. parvuliflora
- variété Begonia parvuliflora var. pubescens A. DC.